# El engaño afortunado
L'inganno felice (título original en italiano; en español, El engaño afortunado) es una farsa en un acto con música de Gioachino Rossini y libreto en italiano de Giuseppe Maria Foppa. Se estrenó en el Teatro San Moisè de Venecia el 8 de enero de 1812.
Es la tercera ópera de Rossini (después de La cambiale di matrimonio y L'equivoco stravagante) y fue su primer gran éxito. De hecho, al éxito inmediato en Venecia le siguieron representaciones en muchos teatros italianos y en el extranjero y además se llegó a imprimir la partitura, cosa muy poco habitual en aquella época.	
Los años que Rossini pasó entre Milán y Venecia, fueron de lo más prolíficos. Así, en este mismo año 1812 estrenó seis óperas. Para explicar esta imparable producción, hay que tener en cuenta que Rossini, durante casi toda su carrera como compositor, aprovechaba muy a menudo fragmentos e ideas de obras anteriores para las óperas nuevas.
Esta ópera rara vez se representa en la actualidad; en las estadísticas de Operabase aparece con sólo una representación en el período 2005-2010. 